# Alternative TV
Alternative TV — британская панк-группа, образованная в 1977 году в Лондоне, Англия и исполнявшая скоростной атональный авангардный рок. Ядро коллектива составии независимый журналист Марк Перри (он же Mark P.), имевший репутацию «истинного андеграундного выразителя панк-рока»
 и басист Алекс Фергюсон, изначально находившиеся под влиянием Can и Фрэнка Заппы.

## История группы
В июле 1976 года Марк Перри бросил работу банковского клерка и основал первый панк-фэнзин Sniffin' Glue, взяв себе псевдоним Mark P. — с тем, чтобы сохранить пособие по безработице
. В марте 1977 года он образовал Alternative TV — c Алексом Фергюсоном (гитара), Мики Смитом (бас) и Джоном Тоуи (ударные), который также играл в то время в Generation X. Тогда же вместе с Майлзом Коплендом Перри образовал лейбл Step Forward Records, подписал контракты с The Fall, Sham 69, Chelsea и The Cortinas.
Почти сразу же Смита заменил Тайрон Томас (англ. Tyrone Thomas), а осенью вместо Тоуи пришёл Крис Беннетт (англ. Chris Bennett). Дебютным релизом группы стал гибкий диск «Love Lies Limp», вышедший в качестве приложения к сентябрьскому выпуску Sniffin' Glue. К концу года Фергюсон ушёл, чтобы образовать группу Cash Pussies, а басистом стал Деннис Бернс (англ. Dennis Burns). Этот, считающийся «основным», состав и выпустил первый «настоящий» сингл «How Much Longer?». Последующие релизы характеризовались усложением звучания: Перри все более удалялся от панк-рока в авангард.
Первые записи группы были собраны на альбоме Live At The Rat Club '77, но вышли уже после того, как Перри выпустил экспериментальный The Image Has Cracked (1978), сделанный в студийно-концертном режиме, а также What You See… Is What You Are (1978), записанный в ходе гастролей, проведенных в связке с Here And Now.
Vibing Up A Senile Man (1979), записанный Перри лишь с басистом Бёрнсом, отличался выразительными текстами, но критика отметила его стилистическую несостоятельность; даже поддерживавший группу Sounds признал, что альбом слушать невозможно. С бо́льшим интересом был встречен Strange Kicks (1981), но этот чисто нововолновый альбом, насыщенный поп-элементами (ска, поп-панк, электроданс) оказался для группы последним. В марте 1979 года на сцене в Челмсфорде Перри объявил о том, что это выступление завершает карьеру ATV. К 1979 году, сохранив партнёрские связи лишь с Бернсом, он окончательно перешёл в хиппиозный авангард, где некоторое время сотрудничал с Дженезисом П. Орриджем.
В сотрудничестве с другим экспериментальным коллективом The Good Missionaries Перри выпустил альбом Fire From Heaven (1979). Записи группы представлены также на второй стороне альбома Scars on Sunday; первая была отдана под запись последнего концерта ATV. Позже Перри записывался соло (как под своим именем, так и под псевдонимом Door and the Window) а также сотрудничал в группе Reflections с Карлом Блэйком (Lemon Kittens, Grant Showbiz).
В 1985 году Перри реформировал ATV и выступал с переменным составом в течение следующих десяти лет. За студийным альбомом Revolution (2001, Lost Moment Records) последовал «официальный бутлег» Viva La Rock’n' Roll — сборник концертных записей, сделанных в Германии, Франции, Греции и Великобритании. В 2004 Перри записал «Now I Wanna Sniff Some Glue» для аргентинского трибьюта The Ramones — так мир впервые услышал его версию той самой песни, у которой его легендарный фэнзин в своё время заимствовал название.
В 2007 году Перри образовал собственный лейбл Sniffin' Glue Records.

## Дискография

### Альбомы
- The Image Has Cracked (1978)
- What You See… Is What You Are (1978)
- Vibing Up A Senile Man (1979)
- Live At The Rat Club '77 (1979)
- Action Time Vision (1980)
- Strange Kicks (1981).